# SwissCube-1
 (mars 2010).
Si vous disposez d'ouvrages ou d'articles de référence ou si vous connaissez des sites web de qualité traitant du thème abordé ici, merci de compléter l'article en donnant les références utiles à sa vérifiabilité et en les liant à la section « Notes et références ».
SwissCube-1 est le premier satellite artificiel suisse. 

## Description
C'est un nano satellite scientifique de format CubeSat construit par 200 étudiants de l'École polytechnique fédérale de Lausanne. Il pèse 820 grammes et a la forme d'un cube de 10 centimètres de côté. SwissCube-1 a été lancé le 23 septembre 2009 par la fusée indienne PSLV depuis le Centre spatial de Satish Dhawan et a été placé sur son orbite par le lanceur 20 minutes après le lancement à 720 kilomètres d'altitude. Ce satellite fait un tour de la Terre en 99 minutes. Sa mission est d'observer des phénomènes de luminescence nocturne qui naissent à une centaine kilomètres d'altitude désignés sous le terme de lumière du ciel nocturne. 
La mission de SwissCube-1 devait initialement durer de 3 mois à 1 année pour un coût de construction et de lancement d'environ 600 000 francs suisses. Elle fut prolongée en février 2010 pour une durée de 18 mois et une station terrestre additionnelle fut ajoutée. Le satellite produisit sa première image le 18 février 2011 suivie de sa première image de l'airglow le 3 mars 2011. Le 2 décembre 2011, l'EPFL mit fin au projet et remit le contrôle du satellite aux radioamateurs. Au jour du 18 mai 2015, le satellite est toujours fonctionnel. 

## Architecture logicielle[6]
- Les sous-systèmes COM (communication), PL (charge utile), ADCS (attitude et orientation), et EPS (energie) ont tous un microcontrôleur MSP430F1611
- Le module CDMS (on board computer) a un ATMEL ARM AT91M55800A

Ces microcontrôleurs utilisent deux bus I2C pour communiquer : un bus principal (tous les sous-systèmes) et un bus de remplacement (uniquement EPS et COM). Le cubesat a 4 modes d'operation : recovery (pas assez d'energie), safe (sous-systèmes minimum), et deux modes standards (tous les sous-systèmes).